# Pyropteron (Synansphecia) mannii
Pyropteron (Synansphecia) mannii is een vlinder uit de familie wespvlinders (Sesiidae), onderfamilie Sesiinae.
Pyropteron (Synansphecia) mannii is voor het eerst wetenschappelijk beschreven door Lederer in 1853. De soort komt voor in het Palearctisch gebied.